# Sven Thunman
Sven Thunman   (Södertälje, 20 d'abril de 1920 - Södertälje, 8 de juliol de 2004) va ser un jugador d'hoquei sobre gel suec que va competir durant les dècades de 1940 i 1950.
El 1948 va prendre part en els Jocs Olímpics d'Hivern de St. Moritz, on fou quart en la competició d'hoquei sobre gel. Quatre anys més tard, als Jocs d'Oslo, guanyà la medalla de bronze en la mateixa competició. En el seu palmarès també destaquen tres medalles al Campionat del Món d'hoquei sobre gel, d'or el 1953, de plata el 1951 i de bronze el 1954. Amb la selecció sueca jugà 114 partits i marcà 14 gols.
A nivell de clubs jugà al Södertälje, amb qui va guanyar tres títols suecs, el 1944, el 1953 i el 1956. Després de retirar-se va exercir d'entrenador amb el Väsby IK de 1959 a 1964 i posteriorment fou àrbitre d'hoquei sobre gel i de futbol als anys 60 i 70.